# Carolina
 Carolina  er fællesbetegnelsen for to stater i USA, der hedder henholdsvis North Carolina og South Carolina.